# Saint-Jean-d'Angle
Saint-Jean-d'Angle is een gemeente in het Franse departement Charente-Maritime (regio Nouvelle-Aquitaine) en telt 510 inwoners (1999). De plaats maakt deel uit van het arrondissement Rochefort.

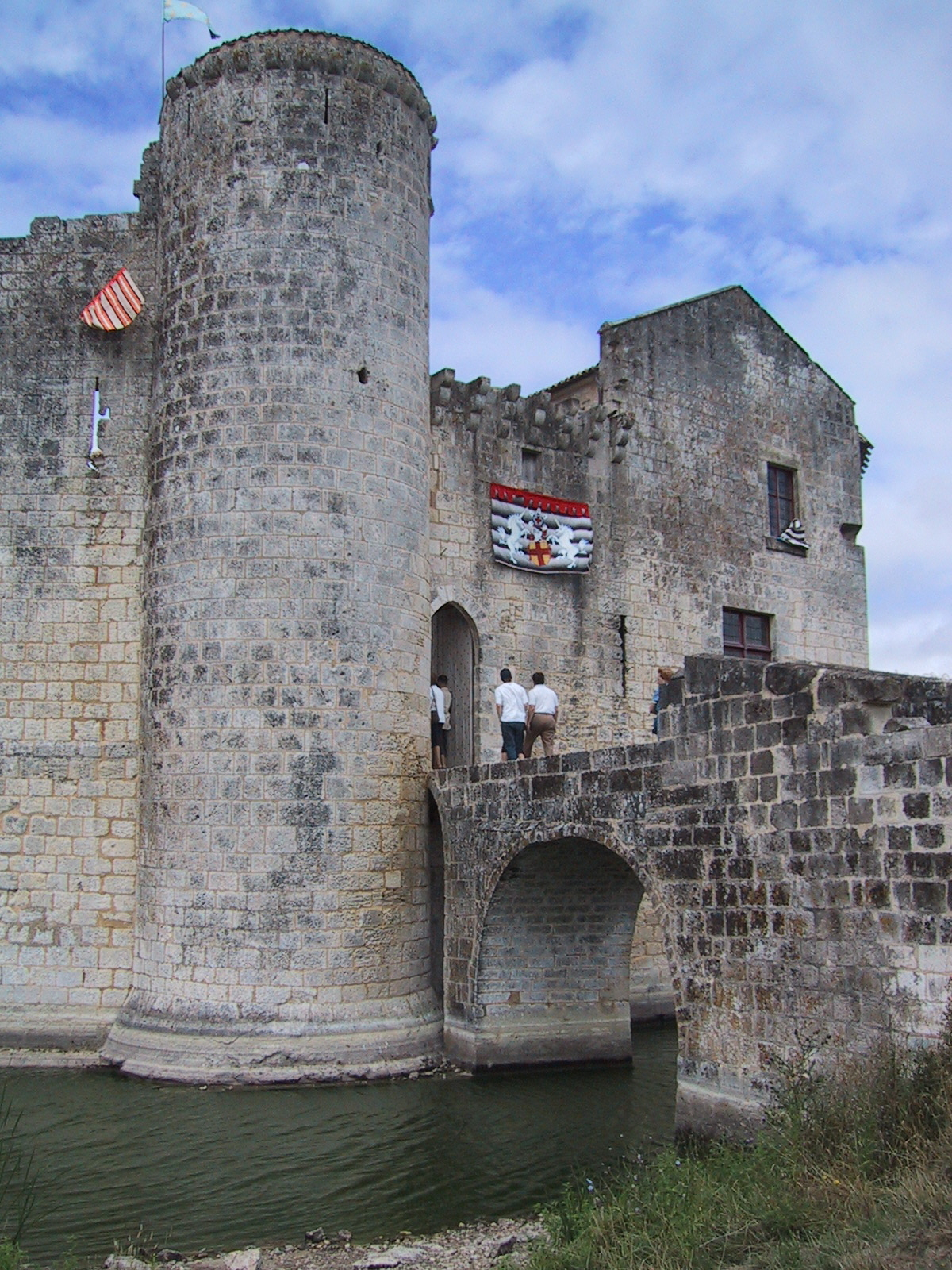
Kasteel van Saint-Jean-d'Angle
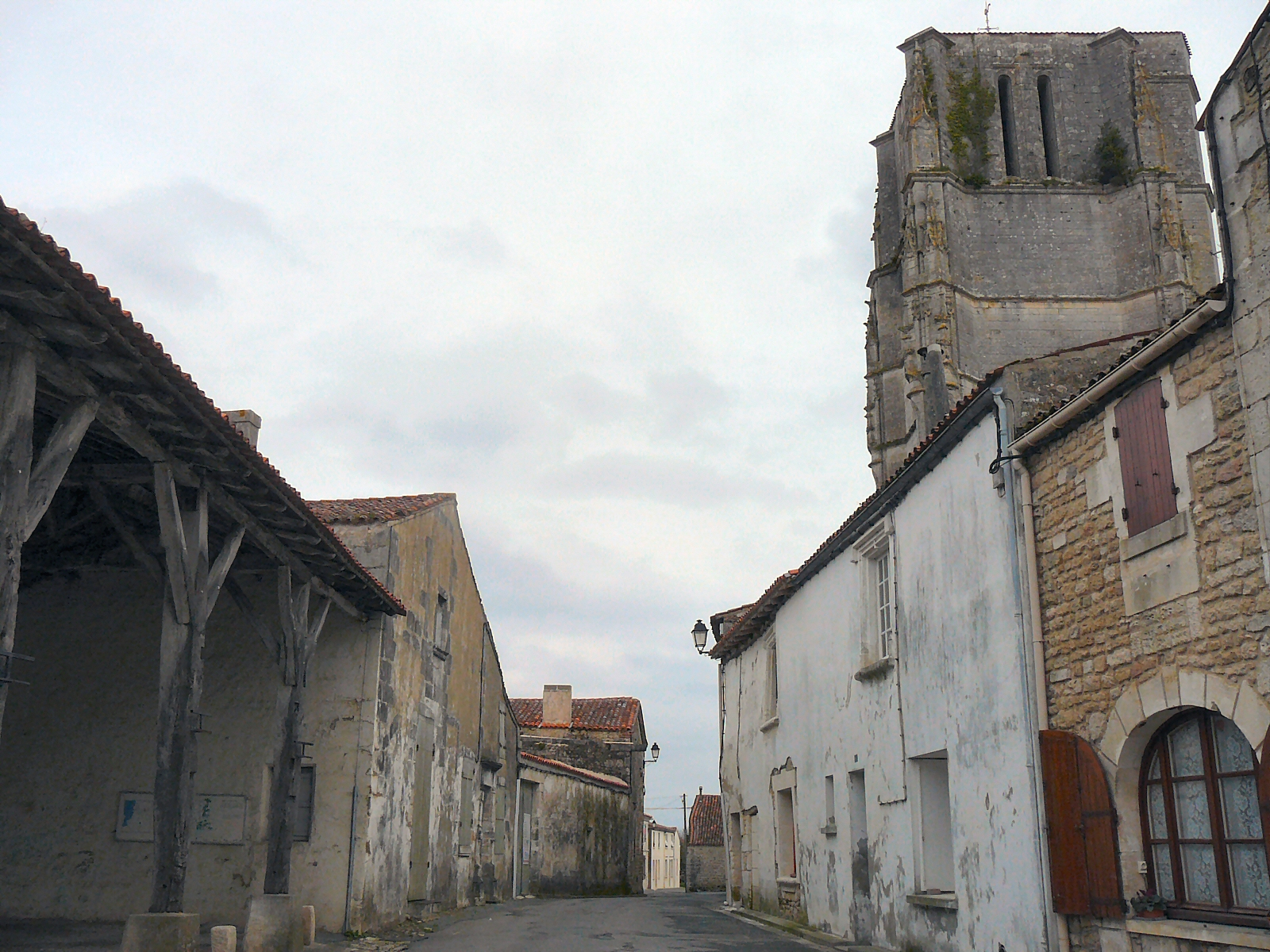
Saint-Jean-d'Angle
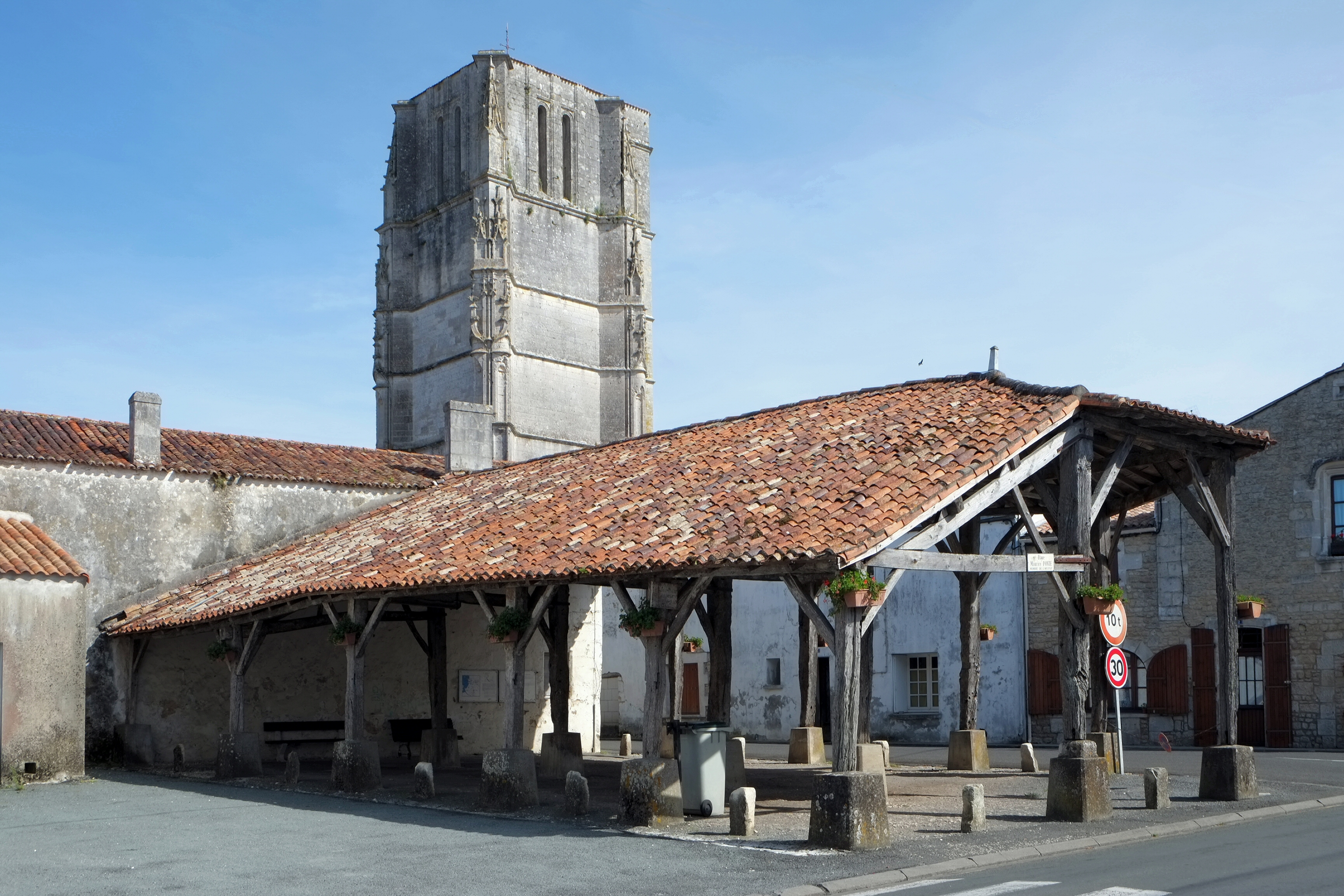
Saint-Jean-d'Angle

## Geografie
De oppervlakte van Saint-Jean-d'Angle bedraagt 22,1 km², de bevolkingsdichtheid is 23,1 inwoners per km².
De onderstaande kaart toont de ligging van Saint-Jean-d'Angle met de belangrijkste infrastructuur en aangrenzende gemeenten.

## Demografie
Onderstaande figuur toont het verloop van het inwonertal (bron: INSEE-tellingen).